# Michael Bey
Michael Bey (* 24. November 1876; † 1947) war ein deutscher Politiker (KPD, SED) und Widerstandskämpfer gegen den Nationalsozialismus. Er war der erste Bürgermeister von Ströbitz nach dem Zweiten Weltkrieg.

## Leben
Michael Bey war gelernter Tuchmacher. 1923 gründete er zusammen mit unter anderem Georg Dix die Ströbitzer Ortsgruppe der KPD. Nach der „Machtergreifung“ der Nationalsozialisten wurden Ende März 1933 führende Mitglieder der Cottbuser KPD festgenommen, darunter auch Dix. Danach wurde Bey Teil der Parteiführung. Er wurde zum Politischen Leiter und zum Gruppenleiter für Ströbitz ernannt. In dieser Zeit waren die Mitglieder der inzwischen verbotetenen KPD damit beschäftigt, Flugblätter und Die Rote Fahne zu verteilen. Im Juni und Juli 1933 wurden weitere Mitglieder der Cottbuser KPD festgenommen. Unter ihnen war neben Bey auch Helene Kirsch und Max Döring. Der Prozess gegen Bey und 24 weitere Parteimitglieder fand vom 10. bis zum 12. April 1934 im Schwurgerichtssaal des Landgerichts Cottbus statt. In der Anklageschrift wurde ihnen vorgeworfen, „im Inlande, insbesondere in Cottbus und Umgebung in der Zeit von März bis Juli 1933 gemeinschaftlich und fortgesetzt das hochverräterische Unternehmen, die Verfassung des Deutschen Reiches gewaltsam zu ändern, vorbereitet zu haben.“ Bey wurde als führendes Mitglied zu einer zweijährigen Zuchthausstrafe verurteilt. Bis auf zwei Mitangeklagte, die mangels Beweisen freigesprochen wurden, erhielten alle anderen Angeklagten Gefängnis- oder Zuchthausstrafen von mindestens einem Jahr. Bey musste seine Strafe im Zuchthaus Brandenburg-Görden absitzen. In dieser Zeit wurde die illegale Tätigkeit der verbotenen KPD in Cottbus durch die Widerstandsgruppe um Willy Jannasch weitergeführt. Diese wurde jedoch 1936 ebenfalls zerschlagen. Nach seiner Entlassung hielt Bey weiterhin Kontakt zu ehemaligen Mitgliedern der KPD.
Nach der Befreiung von Cottbus durch die Rote Armee wurde Bey von der Ortskommandantur zum Bürgermeister von Ströbitz ernannt. In dieser Funktion arbeitete er eng mit Döring zusammen, der zum Bürgermeister von Cottbus ernannt worden war. Nach der Zwangsvereinigung von SPD und KPD zur SED 1946 gründete Bey die SED-Ortsgruppe Ströbitz, deren Vorsitzender er auch wurde. Er verstarb ein Jahr später.

## Ehrungen

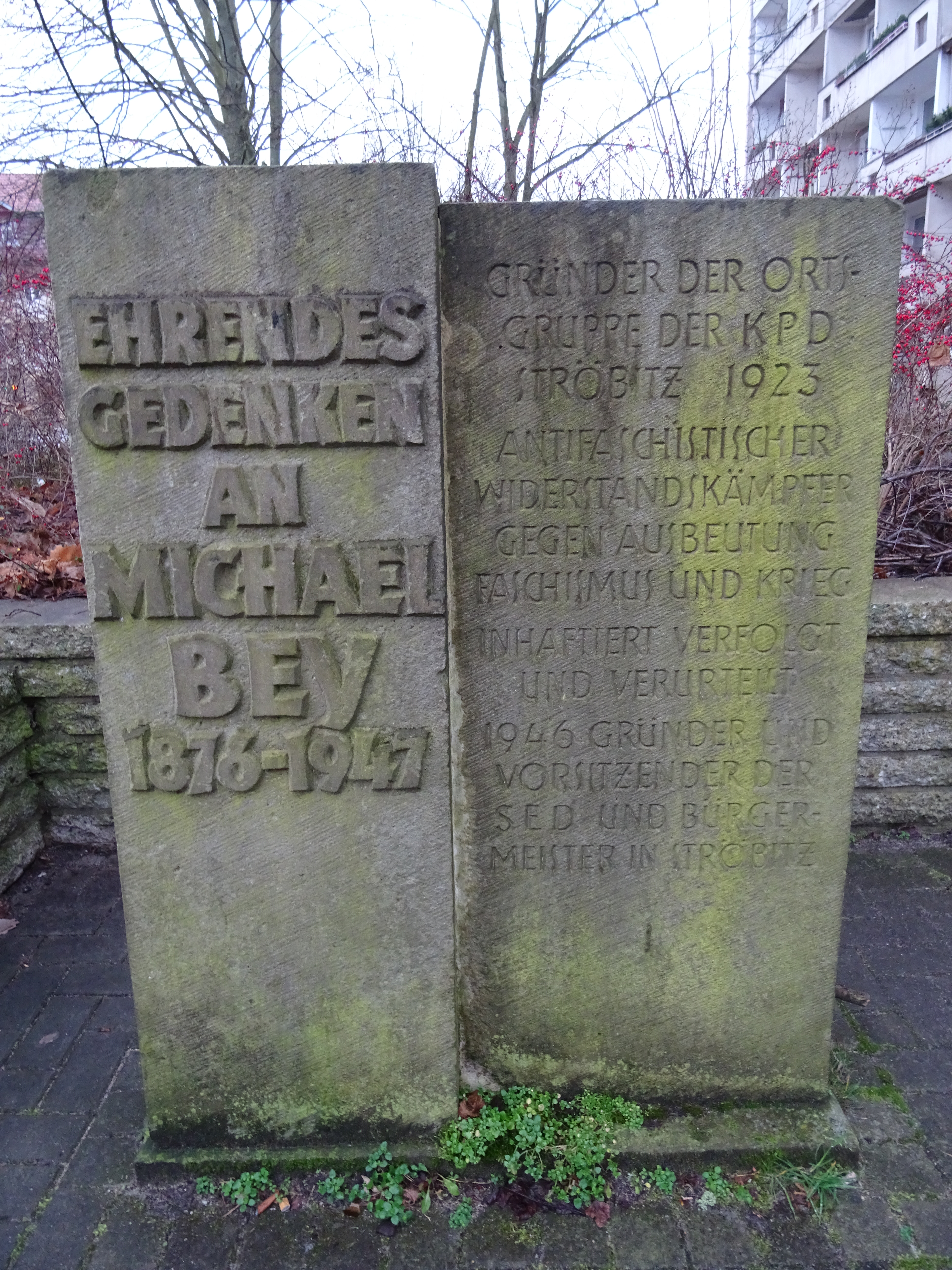
Denkmal für Michael Bey in der Ewald-Müller-Straße in Cottbus

Im Cottbuser Stadtteil Sandow benannte man eine Straße nach Michael Bey. Diese wurde 1993 umbenannt. Ein Teil wurde Georg Schlesinger gewidmet, der andere Heinrich Albrecht.
Zudem steht seit 1976 in der heutigen Ewald-Müller-Straße ein Denkmal zu Ehren Beys. Dieses trägt die Inschrift „Ehrendes Gedenken an Michael Bey / 1876  bis 1947 / Gründer der Ortsgruppe der KPD Ströbitz 1923 / Antifaschistischer Widerstandskämpfer / Gegen Ausbeutung, Faschismus und Krieg / Inhaftiert, Verfolgt und Verurteilt / 1946 Gründer und Vorsitzender der SED / und Bürgermeister in Ströbitz“.
Im Reichsbahnausbesserungswerk Cottbus war eine Brigade nach Bey benannt.